# Johnny O
Johnny O (nombre real: Juan Ortiz, nacido en Brooklyn, Nueva York) es un cantante norteamericano de ascendencia puertorriqueña y dominicana. Junto a Stevie B es conocido como el "Rey del Freestyle".
Lanzó su primer sencillo, "Fantasy Girl", en 1988 y llegó a las listas de Billboard con los sencillos "Memories", "Runaway Love" (# 87 en el Billboard Hot 100), y "Dreamboy / Dreamgirl", a dúo con Cynthia Todino.

## Biografía

### Primeros éxitos
Johnny Ortiz, nació en Brooklyn, Nueva York y siempre estuvo fascinado por la música. Pasaba sus días delante del espejo en su dormitorio, cantando para sí mismo. 
Un día trabajando en el bar de su tío conoció a Mickey Garcia, un antiguo camarero del bar que había conseguido cierto renombre en la industria musical. Johnny, sin ninguna vergüenza, le pidió a una audición a Mickey para que escuchara una canción que había compuesto, y este, sorprendido por su ímpetu, aceptó.
La canción era "Fantasy Girl". Esta canción fue escrita por Johnny-O a una amiga que murió de cáncer. En realidad era un poema, que Mickey Garcia convirtió en un éxito brillante conocido en todo el mundo. Más tarde llegaron otros sencillos como “Highways Of Love”, “Don’t Go Away” y “Memories” hasta el lanzamiento del primer álbum.
Después de la publicación del álbum, Johnny volvió con el nuevo sencillo “We Can’t Go On This Way” consiguiendo un éxito razonable en los clubes. Pero el mayor éxito de ese año llegaría con el sencillo "Dreamgirl / Dreamboy", a dúo con Cynthia Todino, siendo el sencillo más vendido de "Micmac Records", vendiendo más de 20.000 copias en solo una semana.

### Álbumes sucesivos
En 1991, se publicó el segundo álbum de Johnny O, llamado “Like A Stranger”. Además de los dos primeros sencillos, también tenían otras canciones destacadas como “Don’t Ever Want To Loose Your Love”, “I Gave My Heart To You”, “Don’t Give Up On Love” y la escrita por él “Like A Stranger”. En 1993, Johnny lanzó un álbum con sus grandes éxitos hasta la fecha.
Con tres discos editados por "Micmacs Records", Johnny O se fue a Miami, donde era muy popular y lanzó el sencillo "Runaway Love" con "Ex-it Records", producido por Charlie Babie Rosario. Esta canción es considerada por muchos como uno de los mejores temas de Freestyle jamás producido.
En 1995, publica el álbum "Call It Watcha Like" en colaboración con el sello alemán "ZYX Music". De acuerdo con Johnny O, este nuevo disco fue un reflejo de su frustración de lo que esperaba en su vida: En Alemania, lo consideraban cantante de R&B, en Brasil de Funk melódico, en Europa de Euro Freestyle, y en EE. UU. de freestyle. De hecho, este disco define lo que Johnny O es para su público sin importar el país. Tanto es así que este nuevo álbum "Call It Watcha Like" define bien lo que es con su primer sencillo, “Freestyle (It’s Time To Party)”, que, además, marcó su regreso a Nueva York. De este disco extrajo dos sencillos más “I Know That You Love Me” y “Love Letters”.
En 1997, el sello ZYX publicó un recopilatorio con sus grandes éxitos llamado "The Best Of Johnny", más dos remezclas de sus primeros temas, "Fantasy Girl'97" y "Runaway Love'97".
Después de un largo paréntesis publica en 2001 el recopilatorio "Johnny O's Greatest Hits", en 2002 el álbum de estudio “The Sounds Of My Heart”, destacando el sencillo "Take Me Through The Night", un año después un nuevo recopilatorio: "Famous Very Words: The Very Best of Johnny O" y en 2005 otro más, "All the Hits and More!".
En 2007 reaparece con un nuevo álbum, "Peace On Earth 2012" y en 2011 hace lo propio con "Remedy (Grace of God)".

## Discografía

### Álbumes de estudio
- 1989: Johnny O
- 1990: Like a Stranger
- 1995: Call It Watcha Like
- 2002: The Sounds of My Heart
- 2007: Peace on Earth 2012
- 2011: Remedy (Grace of God)

### Recopilatorios
- 1993: The Remixes
- 1997: Best of Johnny O
- 2001: Johnny O's Greatest Hits
- 2003: Famous Very Words: The Very Best of Johnny O
- 2005: All the Hits and More!

## Singles
| "Fantasy Girl"                                            | 1988 | —  | 48 |
| "Highways of Love"                                        | 1989 | —  | —  |
| "Memories"                                                | 1989 | —  | 37 |
| "Megamix"                                                 | 1990 | —  | —  |
| "Dreamboy/Dreamgirl"                                      | 1990 | 53 | 17 |
| "We Can't Go On This Way"                                 | 1991 | —  | —  |
| "I Just Wanna Get to Know You (If It's Alright with You)" | 1991 | —  | —  |
| "I Wanna Make Love 2 U"                                   | 1992 | —  | —  |
| "I Love You"                                              | 1992 | —  | —  |
| "The Music's Got Me"                                      | 1993 | —  | —  |
| "Runaway Love"                                            | 1993 | 87 | 4  |
| "Freestyle"                                               | 1994 | —  | —  |
| "I Know That You Love Me"                                 | 1995 | —  | —  |
| "Love Letters"                                            | 1996 | —  | —  |
| "Diana"                                                   | 2002 | —  | —  |
| "Take Me Through the Night"                               | 2003 | —  | —  |
| "King of Kings / Scream"                                  | 2007 | —  | —  |
| "My World"                                                | 2010 | —  | —  |
| "—" indica que no entró en lista.                         |      |    |    |